# Die Kathrin
Die Kathrin, Op. 28 es una ópera en tres actos con música de Erich Wolfgang Korngold, y libreto en alemán de Ernst Decsey.

## Historia
Korngold terminó la ópera en el verano de 1937. El estreno estaba previsto para marzo de 1938 en Viena, pero fue cancelado por orden de los nazis después de la invasión nazi de Austria, debido a los orígenes judíos de Korngold. Al final se estrenó en la Real Ópera Sueca en el Estocolmo neutral, Suecia el 7 de octubre de 1939, dirigida por Fritz Busch. Una temporada en Viena de sólo ocho representaciones en octubre de 1950 tuvo críticas indiferentes, con su lenguaje musical ricamente melódico completamente contrario al austero gusto de posguerra.
Esta ópera rara vez se representa en la actualidad; en las estadísticas de Operabase no aparece entre las óperas representadas en el período 2005-2010.

## Personajes
| Personaje | Tesitura      | Reparto del estreno 7 de octubre de 1939 (Director: – Fritz Busch) |
| --------- | ------------- | ------------------------------------------------------------------ |
| Kathrin   | soprano       | Isa Quensel                                                        |
| François  | tenor         |                                                                    |
| Malignac  | bajo-barítono | Sven d'Ailly                                                       |
| Chou-Chou | soprano       |                                                                    |
| Monique   | mezzosoprano  |                                                                    |

## Grabaciones
- En 1998  CPO lanzó la primera grabación mundial con Martyn Brabbins dirigiendo a la BBC Concert Orchestra.[3][4]